# Peter Öberg

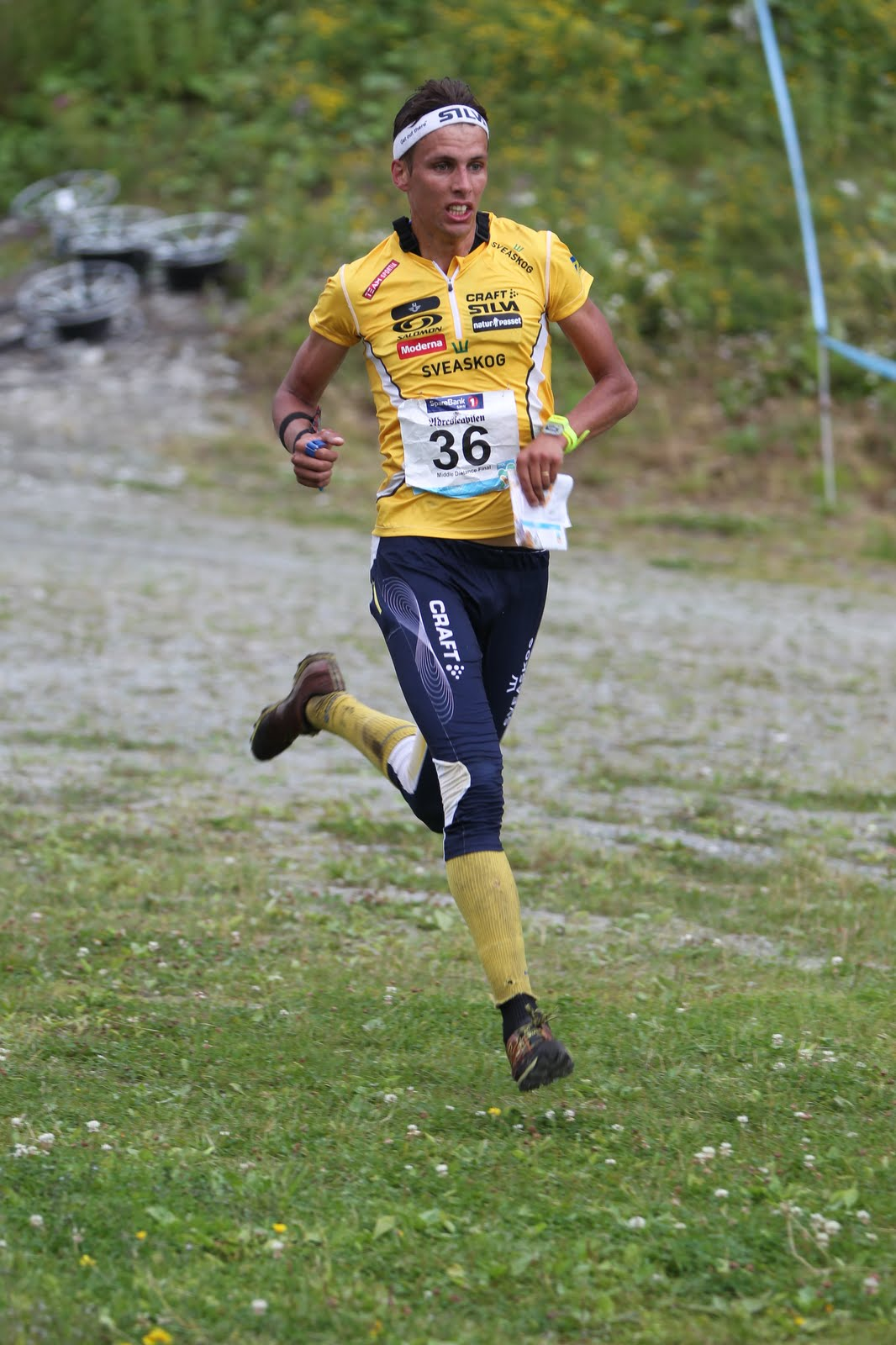
Öberg bei der Weltmeisterschaft 2010 in Trondheim

Peter Öberg (* 17. April 1980) ist ein schwedischer Orientierungsläufer. Öberg wurde 2006 mit der schwedischen Staffel Europameister und gewann 2007 und 2010 zwei Silbermedaillen bei Weltmeisterschaften.
Öberg wurde 1999 und 2000 für die Junioren-Weltmeisterschaften in Warna und Nové Město na Moravě nominiert, konnte in den Einzelwettbewerben keine größeren Erfolge erzielen. Mit der schwedischen Staffel gewann er 2000 die Silbermedaille. Nach zwei Teilnahmen an Nordischen Meisterschaften durfte er 2006 mit mittlerweile schon 26 Jahren erstmals an Europameisterschaften teilnehmen. Während er auf der Mitteldistanz einen respektablen fünften Platz belegte, gewann im Staffellauf gemeinsam mit Niclas Jonasson und David Andersson die Goldmedaille vor den Teams aus Frankreich und Norwegen. im Jahr darauf startete er nun auch erstmals bei Weltmeisterschaften und konnte mit dem schwedischen Team (Öberg, David Andersson und Emil Wingstedt) hinter Russland die Silbermedaille gewinnen. Sein zweites Weltmeisterschafts-Silber gewann Öberg 2010 in Trondheim im Einzel über die Mitteldistanz, als er sieben Sekunden hinter dem Norwegen Carl Waaler Kaas blieb. 2011 wurde er erneut Zweiter auf der Mitteldistanz, diesmal hinter dem Franzosen Thierry Gueorgiou. 2012 und 2013 gewann er mit der schwedischen Staffel WM-Bronze und -Silber.
Öberg läuft für den schwedischen Verein OK Hällen. Als Junior gewann er sechs schwedische Meistertitel. Öberg ist verheiratet.

## Platzierungen
| | Weltmeisterschaften | Weltmeisterschaften | Weltmeisterschaften | Weltmeisterschaften |  | Europameisterschaften | Europameisterschaften | Europameisterschaften | Europameisterschaften |  | World Games | World Games | World Games |  | Nord. Meisterschaften | Nord. Meisterschaften | Nord. Meisterschaften | Nord. Meisterschaften |  | Schwed. Meisterschaften | Schwed. Meisterschaften | Schwed. Meisterschaften | Schwed. Meisterschaften | Schwed. Meisterschaften | Schwed. Meisterschaften | Schwed. Meisterschaften |  | GWC |
| Jahr | Sp                  | MD                  | LD                  | St                  |  | Sp                    | MD                    | LD                    | St                    |  | Sp          | MD          | St          |  | Sp                    | MD                    | LD                    | St                    |  | Sp                      | MD                      | Kl                      | LD                      | UL                      | N                       | St                      |  | GWC |
| --- | ------------------- | ------------------- | ------------------- | ------------------- |  | --------------------- | --------------------- | --------------------- | --------------------- |  | ----------- | ----------- | ----------- |  | --------------------- | --------------------- | --------------------- | --------------------- |  | ----------------------- | ----------------------- | ----------------------- | ----------------------- | ----------------------- | ----------------------- | ----------------------- |  | --- |
| 2001 |                     |                     |                     |                     |  |                       |                       |                       |                       |  |             |             |             |  |                       |                       |                       |                       |  |                         | 4.                      |                         |                         |                         | 20.                     | 19.                     |  |     |
| 2002 |                     |                     |                     |                     |  |                       |                       |                       |                       |  |             |             |             |  |                       |                       |                       |                       |  |                         | 2.                      |                         |                         |                         |                         | 20.                     |  |     |
| 2003 |                     |                     |                     |                     |  |                       |                       |                       |                       |  |             |             |             |  |                       | 11.                   | 18.                   |                       |  | 12.                     |                         |                         | 19.                     |                         |                         |                         |  |     |
| 2004 |                     |                     |                     |                     |  |                       |                       |                       |                       |  |             |             |             |  |                       |                       |                       |                       |  | 4.                      |                         | 8.                      |                         |                         |                         |                         |  |     |
| 2005 |                     |                     |                     |                     |  |                       |                       |                       |                       |  |             |             |             |  | 33.                   | 14.                   |                       |                       |  | 12.                     | 2.                      |                         | 6.                      |                         | 15.                     | 15.                     |  |     |
| 2006 |                     |                     |                     |                     |  | 30.                   | 5.                    |                       | 1.                    |  |             |             |             |  |                       |                       |                       |                       |  | 5.                      | 7.                      |                         | 13.                     |                         |                         | 21.                     |  | 30. |
| 2007 | 19.                 | 8.                  |                     | 2.                  |  |                       |                       |                       |                       |  |             |             |             |  | 11.                   | 5.                    |                       | 3.                    |  | 3.                      | 2.                      |                         | 1.                      | 5.                      | 3.                      | 19.                     |  | 9.  |
| 2008 |                     | 5.                  |                     | 8.                  |  | 6.                    | 10.                   |                       |                       |  |             |             |             |  |                       |                       |                       |                       |  | 9.                      | 1.                      |                         | 1.                      |                         | 1.                      | 4.                      |  | 7.  |
| 2009 |                     | 15.                 | 13.                 |                     |  |                       |                       |                       |                       |  | 7.          | 10.         | 8.          |  |                       | 1.                    | 4.                    | 1.                    |  |                         | 1.                      |                         | 2.                      |                         | 1.                      | 3.                      |  | 3.  |
| 2010 |                     | 2.                  |                     | 6.                  |  |                       | 7.                    | 39.                   |                       |  |             |             |             |  |                       |                       |                       |                       |  | 4.                      | 9.                      |                         |                         |                         | 2.                      | 26.                     |  | 31. |
| 2011 |                     | 2.                  |                     |                     |  |                       |                       |                       |                       |  |             |             |             |  |                       |                       |                       |                       |  |                         | 9.                      |                         |                         |                         |                         | 12.                     |  | 14. |
| 2012 |                     | 6.                  |                     | 3.                  |  |                       |                       |                       |                       |  |             |             |             |  |                       |                       |                       |                       |  |                         |                         |                         |                         |                         |                         |                         |  | 10. |
| 2013 |                     | 10.                 |                     | 2.                  |  |                       |                       |                       |                       |  |             |             |             |  |                       |                       |                       |                       |  |                         |                         |                         |                         |                         |                         |                         |  | 15. |
| 2014 |                     |                     |                     |                     |  |                       |                       |                       |                       |  |             |             |             |  |                       |                       |                       |                       |  |                         |                         |                         |                         |                         |                         |                         |  |     |
| Erklärung: GWC = Gesamt-Weltcup / Sp = Sprint , KD = Kurzdistanz, MD = Mitteldistanz, LD = Langdistanz, Kl = Klassische Distanz, E = Einzelwettbewerb , St = Staffel, N = Nacht-OL |                     |                     |                     |                     |  |                       |                       |                       |                       |  |             |             |             |  |                       |                       |                       |                       |  |                         |                         |                         |                         |                         |                         |                         |  |     |